# Guggelesgraben
Der Guggelesgraben, früher Neuberggraben genannt, ist ein knapp einen Kilometer langer Bach  in Unterfranken, der aus nördlicher Richtung kommend von links in den Steinbach mündet.

## Geographie

### Verlauf
Der Guggelesgraben entsteht im südwestlichen Maindreieck auf der  Marktheidenfelder Platte   im Würzburger Stadtteil Steinbachtal am Südwesthang des Nikolausberges auf einer Höhe von etwa 304 m ü. NN an der Südseite des Oberen Steinbachweges.
Er fließt zunächst knapp siebenhundert Meter südwärts durch eine enge, bewaldete Klinge, deren Hänge mit Häusern bebaut sind, verschwindet dann in den Untergrund und mündet schließlich am Südrand von Steinbachtal verrohrt auf einer Höhe von unter 220 m ü. NN  von links in den aus dem Westen heranfließenden Steinbach.

### Einzugsgebiet
Es umfasst etwa 0,8 km² und grenzt im Norden an das des Mainzuflusses Kühbachs, während im Westen in der Annaschlucht und im Osten im Geigersgraben, die beide etwas kleiner geraten sind, zwei mehr oder weniger beständige benachbarte kurze Wasserläufe ebenfalls nach Süden zum Steinbach laufen. Der mit etwa 355 m ü. NN höchste Punkt liegt an der Nordostecke des Einzugsgebietes auf dem Gipfel des Nikolausbergs.

## Umwelt und Natur
Der  Guggelesgraben ist seit 1939 als Naturdenkmal ausgewiesen. 1983 wurde das Schutzgebiet auf etwa fünf Hektar eingegrenzt.
In der Schlucht ist die Hainbuche die dominierende Baumart. Im nördlichen Bereich der Klinge kommen alte Eichen vor. Auch der Feld- und Spitzahorn, die Rotbuche, die Stieleiche, die Ulme und die Kastanie gedeihen in der schattigen, bis zu siebzig Meter breiten Talrinne vorzüglich. Die Krautschicht, in welcher Efeu, gelbe Taubnessel und Storchschnabel vorherrschen, kann sich jedoch wegen der steilen Hanglage und der deshalb starken Beschattung nicht so gut entfalten.
Die alten, hohlen und gestürzten Bäume im Schutzgebiet schaffen ein geeignetes Lebensmilieu für zahlreiche Vögel- und Insektenarten. In den dortigen Liguster- und Schlehenhecken finden Kleinsäuger guten Unterschlupf.
Sehenswert an der Schlucht sind auch die anstehenden Kalkfelsen, die sowohl in geomorphologischer Sicht wie auch im Hinblick auf ihre ökologische Rolle wertvoll sind.